# Tour de Qatar de 2006
El Tour de Qatar de 2006 fou la cinquena edició del Tour de Qatar. La cursa es disputà en cinc etapes entre el 30 de gener i el 3 de febrer de 2006. Tom Boonen guanyà la classificació final, quatre de les cinc etapes i la classificació dels punts, Matti Breschel la dels joves i el Phonak la dels equips.

## Etapes
| Etapa    | Data        | Recorregut                             | Km       | Vencedor d'etapa | Líder de la general |
| -------- | ----------- | -------------------------------------- | -------- | ---------------- | ------------------- |
| 1a etapa | 30 de gener | Khalifa Stadium - Al Khor Chorniche    | 131,5 km | Tom Boonen       | Tom Boonen          |
| 2a etapa | 31 de gener | Camel Race Track - Al Khor Corniche    | 138,0 km | Tom Boonen       | Tom Boonen          |
| 3a etapa | 1 de febrer | Sealine Beach Resort - Khalifa Stadium | 160,0 km | Tom Boonen       | Tom Boonen          |
| 4a etapa | 2 de febrer | Al Zubarah - Qatar Olympic Committee   | 144,0 km | Bernhard Eisel   | Tom Boonen          |
| 5a etapa | 3 de febrer | Al Thakhira - Doha Corniche            | 151,5 km | Tom Boonen       | Tom Boonen          |

## Classificació general final
| #  | Ciclista         | Equip                 | Temps       |
| -- | ---------------- | --------------------- | ----------- |
| 1  | Tom Boonen       | Quick Step-Innergetic | 17h 02' 20" |
| 2  | Erik Zabel       | Team Milram           | + 11"       |
| 3  | Aurélien Clerc   | Phonak                | + 30"       |
| 4  | Robert Hunter    | Phonak                | + 40"       |
| 5  | Fabrizio Guidi   | Phonak                | + 40"       |
| 6  | Matti Breschel   | Team CSC              | + 41"       |
| 7  | Steven de Jongh  | Quick Step-Innergetic | + 41"       |
| 8  | Nicolas Jalabert | Phonak                | + 43"       |
| 9  | Nick Ingels      | Davitamon-Lotto       | + 44"       |
| 10 | Aart Vierhouten  | Skil-Shimano          | + 44"       |